# 帚序苎麻
帚序苎麻（学名：Boehmeria zollingeriana）为荨麻科苎麻属的植物。分布在越南、印度、印度尼西亚、泰国以及中国大陆的云南等地，生长于海拔720米至1,200米的地区，一般生长在山地林中，目前尚未由人工引种栽培。